# Aburina piana
Aburina piana är en fjärilsart som beskrevs av Swinhoe 1909. Aburina piana ingår i släktet Aburina och familjen nattflyn. Inga underarter finns listade i Catalogue of Life.